# Küstrin-Kietz
Küstrin-Kietz è una frazione del comune tedesco di Küstriner Vorland.

## Storia
Küstrin-Kietz fu, fino al 1945, il quartiere Kietz della città di Küstrin (oggi Kostrzyn nad Odrą, in Polonia), l'unico sulla sponda sinistra del fiume Oder.
Con il passaggio alla Polonia dei territori tedeschi ad est della linea Oder-Neiße, compreso il centro della città di Küstrin, Kietz diventò un comune indipendente, restando tedesca (Germania Est). Le comunicazioni transfrontaliere furono nella stessa occasione interrotte, e il fiume Oder dichiarato territorio militare.
Il 3 ottobre 1991 il comune di Kietz prese la denominazione di Küstrin-Kietz per ricordarne il passato; nel 1992 furono ristabilite le comunicazioni ferroviarie e stradali con la sponda polacca.
Il 31 gennaio 1997 il comune di Küstrin-Kietz fu fuso con i comuni di Gorgast e Manschnow, formando il nuovo comune di Küstriner Vorland.

## Infrastrutture e trasporti

### Strade
Il centro abitato di Küstrin-Kietz è attraversato dalla strada federale B 1.

### Esplicative
1. ↑  Nel 1954 Kietz fu ribattezzata per alcuni mesi Friedensfelde ("campo della pace"), per poi riprendere il nome originario.[senza fonte]
2. ↑  Il governo polacco si oppose a questa decisione, considerandola un atto di revanscismo.[senza fonte]

### Bibliografiche
1. ↑  (DE) Hauptsatzung der Gemeinde Küstriner Vorland, § 2, Abs. 4 (PDF), su daten.verwaltungsportal.de.
2. ↑  (DE) Gebietsänderungen 01.01. bis 31.12.1991, su destatis.de.
3. ↑  Statistisches Bundesamt Deutschland - Namens- und Grenzänderungen der Gemeinden Archiviato il 1º agosto 2010 in Internet Archive.